# Gloobinho
Gloobinho es un canal de televisión por suscripción brasileño propiedad de Canais Globo, división de Globo. El canal está dirigido a niños de 2 a 5 años.
La programación del canal también está disponible bajo demanda a través de una plataforma propia del canal, el Gloobinho Play. Curiosamente, los suscriptores Claro TV pueden ver el GloboPlay incluso cuando espera tener el canal en su line-up. Yoyo también fue un gran diseño para niños en edad preescolar.

## Historia
El 3 de agosto de 2017, el diario Agora São Paulo anuncia que Globosat estaría creando un nuevo canal llamado Gloobinho, que se estrenaría en octubre. El 17 de octubre de 2017, el canal se estrenó en la televisión cerrada por Sky. Inicialmente, el canal se estrenará el 3 de octubre, pero Sky tuvo problemas técnicos y el lanzamiento se retrasó para el día 17.